# Жуинце
Жуинце (на сръбски: Жујинце или Žujince; на албански: Zhunica) е село в Югоизточна Сърбия, Пчински окръг, община Прешево.

## История
В края на XIX век Жуинце е село в Прешевска кааза на Османската империя. Според статистиката на Васил Кънчов („Македония. Етнография и статистика“) от 1900 година Жуенци (Жуженица) е населявано от 250 жители българи християни и 180 арнаути мохамедани. Според патриаршеския митрополит Фирмилиан в 1902 година в Жуинце има 21 сръбски патриаршистки къщи.
По време на българското управление в Поморавието в годините на Втората световна война, Михаил Ст. Шурков от Велес е български кмет на Жуинце от 22 септември 1941 година до 23 юли 1942 година. След това кметове са Никола Йорд. Манев от Велес (23 юли 1942 - 22 август 1943) и Кирил Г. Узунов от Гевгели (12 август 1944 - 9 септември 1944).
Албанците в община Прешево бойкотират проведеното през 2011 г. преброяване на населението.
Според преброяването на населението от 2002 г. селото има 1248 жители.

### Етнически състав
Данните за етническия състав на населението са от преброяването през 2002 г.
- албанци – 1189 жители (95,27%)
- сърби – 52 жители (4,16%)
- други – 1 жител (0,09%)
- неизяснени – 3 жители (0,24%)
- неизвестно – 3 жители (0,24%)